# Сатурн (премія)
«Сатурн» (англ. «Saturn Award») — американська кінопремія Академії наукової фантастики, фентезі та фільмів жахів (англ. Academy of Science Fiction, Fantasy & Horror Films). Премію вручають з 1972 року за результатами голосування членів Академії. Засновник премії — Дональд А. Рід (1935—2001). Спочатку називалася «Золотий сувій». Поряд з преміями кінофестивалю Фанташпорту, та преміями кінофестивалів у Жерарме та Авор'я, премія «Сатурн» має популярність серед шанувальників фантастики в кіно. З 1991 року премія вручається за телевізійні серіали, а з 2000 років ще й за DVD релізи.

## Номінації

### Кінофільм
- Найкращий науково-фантастичний фільм (англ. Best Science Fiction Film)
- Найкращий фільм-фентезі (англ. Best Fantasy Film)
- Найкращий фільм жахів (англ. Best Horror Film)
- Найкращий пригодницький фільм, бойовик чи трилер (англ. Best Action / Adventure / Thriller Film)
- Найкращий повнометражний анімаційний фільм (англ. Best Animated Film)
- Найкращий фільм за коміксами (англ. Best Comic-to-Film Motion Picture)
- Найкращий фільм іноземною мовою (англ. Best International Film)
- Найкращий кіноактор (англ. Best Actor)
- Найкраща кіноакторка (англ. Best Actress)
- Найкращий кіноактор другого плану (англ. Best Supporting Actor)
- Найкраща кіноакторка другого плану (англ. Best Supporting Actress)
- Найкращий молодий актор або акторка (англ. Best Performance by a Younger Actor)
- Найкраща режисура (англ. Best Direction)
- Найкращий сценарій (англ. Best Writing)
- Найкраща музика (англ. Best Music)
- Найкращі костюми (англ. Best Costume)
- Найкращий грим (англ. Best Make-up)
- Найкращі спецефекти (англ. Best Special Effects)
- Найкращий монтаж (англ. Best Editing)

### Телебачення
- Найкращий телесеріал, зроблений для телетрансляції (англ. Best Network Television Series)
- Найкращий телесеріал, зроблений для кабельного телебачення (англ. Best Syndicated / Cable Television Series)
- Найкраща телепостановка (англ. Best Television Presentation)
- Найкращий телеактор (англ. Best Actor on Television)
- Найкраща телеакторка (англ. Best Actress on Television)
- Найкращий телеактор другого плану (англ. Best Supporting Actor on Television)
- Найкраща телеакторка другого плану (англ. Best Supporting Actress on Television)
- Найкраща гостьова роль на телебаченні (англ. Best Guest Starring Role on Television)
- Найкращий телевізійний бойовик-трилер (англ. Saturn Award for Best Action-Thriller Television Series)

### Домашнє відео
- Найкраще DVD-видання фільму (англ. Best DVD Release (film))
- Найкраще спеціальне DVD-видання (англ. Best DVD Special Edition Release)
- Найкраще DVD-видання класичного телефільму (англ. Best Television DVD Classic Film Release)
- Найкращий DVD-збірку (англ. Best DVD Collection)
- Найкраще DVD-видання телефільму (англ. Best DVD Release (television))
- Найкраще DVD-видання класичного телесеріалу (англ. Best Retro Television Series Release on DVD)

### Спеціальні нагороди
- За внесок в кінематограф
- За візіонерство
- За досягнення в кар'єрі

### Щорічні результати
- 1973: 1-а церемонія
- 1975: 2-а церемонія
- 1976: 3-а церемонія
- 1977: 4-а церемонія
- 1978: 5-а церемонія
- 1979: 6-а церемонія
- 1980: 7-а церемонія
- 1981: 8-а церемонія
- 1982: 9-а церемонія
- 1983: 10-а церемонія
- 1984: 11-а церемонія
- 1985: 12-а церемонія
- 1986: 13-а церемонія
- 1987: 14-а церемонія
- 1988: 15-а церемонія
- 1990: 16-а церемонія
- 1991: 17-а церемонія
- 1992: 18-а церемонія
- 1993: 19-а церемонія
- 1994: 20-а церемонія
- 1995: 21-а церемонія
- 1996: 22-а церемонія
- 1997: 23-я церемонія
- 1998: 24-а церемонія
- 1999: 25-а церемонія
- 2000: 26-а церемонія
- 2001: 27-а церемонія
- 2002: 28-а церемонія
- 2003: 29-а церемонія
- 2004: 30-а церемонія
- 2005: 31-а церемонія
- 2006: 32-а церемонія
- 2007: 33-я церемонія
- 2008: 34-а церемонія
- 2009: 35-а церемонія
- 2010: 36-а церемонія
- 2011: 37-а церемонія
- 2012: 38-а церемонія
- 2013: 39-а церемонія
- 2014: 40-а церемонія
- 2015: 41-а церемонія
- 2016: 42-а церемонія
- 2017: 43-а церемонія
- 2018: 44-а церемонія
- 2019: 45-а церемонія
- 2021: 46-а церемонія
- 2022: 47-а церемонія
- 2024: 48-а церемонія